# Стефані Роттьєр
Стефані Роттьєр (нід. Stephanie Rottier; нар. 22 січня 1974) — колишня нідерландська тенісистка.
Найвищу одиночну позицію світового рейтингу — 30 місце досягла 26 квітня 1993, парну — 93 місце — 20 травня 1996 року.
Здобула 1 одиночний та 2 парні титули туру ITF.
Найвищим досягненням на турнірах Великого шолома було 2 коло в одиночному розряді.

## Фінали турнірів WTA
| Легенда                       |
| Турніри Великого шолома (0–0) |
| Турніри Туру WTA (0–0)        |
| Tier I (0–0)                  |
| Tier II (0–0)                 |
| Tier III, IV & V (0–1)        |

### Одиночний розряд: (1 поразка)
| Результат | Ранг | Дата     | Турнір        | Покриття | Суперниця   | Рахунок  |
| --------- | ---- | -------- | ------------- | -------- | ----------- | -------- |
| Поразка   | 1.   | Кві 1993 | Токіо, Японія | Тверде   | Кіміко Дате | 1–6, 3–6 |

### Парний розряд (1 поразка)
| Результат | Ранг | Дата     | Турнір          | Покриття | Партнерка  | Суперниці                 | Рахунок  |
| --------- | ---- | -------- | --------------- | -------- | ---------- | ------------------------- | -------- |
| Поразка   | 1.   | Вер 1995 | China Open, КНР | Тверде   | Ван Си-тін | Клаудія Порвік Лінда Вілд | 1–6, 0–6 |

## Фінали ITF

### Одиночний розряд: (1-4)
| турніри $100,000 |
| турніри $75,000  |
| турніри $50,000  |
| турніри $25,000  |
| турніри $10,000  |

| Результат | Ранг | Дата            | Турнір               | Покриття   | Opponentl            | Рахунок            |
| Поразка   | 1.   | 23 липня 1990   | Ла-Корунья, Іспанія  | Ґрунт      | Сільвія Рамон-Кортес | 5–7, 3–6           |
| Поразка   | 2.   | 24 вересня 1990 | Чикаго, США          | Тверде     | Луїс Аллен           | 4–6, 1–6           |
| Поразка   | 3.   | 5 лютого 1996   | Вюрцбург, Німеччина  | Килим (i)  | Анн-Гель Сідо        | 4–6, 1–6           |
| Перемога  | 4.   | 5 травня 1996   | Сеул, Південна Корея | Ґрунт      | Міяуті Місумі        | 6–1, 6–0           |
| Поразка   | 5.   | 13 січня 1997   | Гельсінкі, Фінляндія | Тверде (i) | Габріела Хмелінова   | 6–3, 4–6, 2–2 ret. |

### Парний розряд: (2-1)
| Результат | No | Дата           | Турнір                  | Покриття  | Партнерка        | Суперниці                           | Рахунок  |
| Поразка   | 1. | 17 червня 1991 | Модена, Італія          | Ґрунт     | Івонне Ґрюббен   | Дениса Крайчовичова Яна Поспішилова | 1–6, 4–6 |
| Перемога  | 2. | 24 липня 1995  | Гергюговард, Нідерланди | Ґрунт     | Стефані Ґомпертс | Natalia Chasovaya Анна Лінкова      | 6–4, 6–1 |
| Перемога  | 3. | 5 лютого 1996  | Вюрцбург, Німеччина     | Килим (i) | Стефані Ґомпертс | Карін Кшвендт Ева Мартінцова        | 6–2, 6–3 |